# Keiko (orque)
Pour les articles homonymes, voir Keiko.

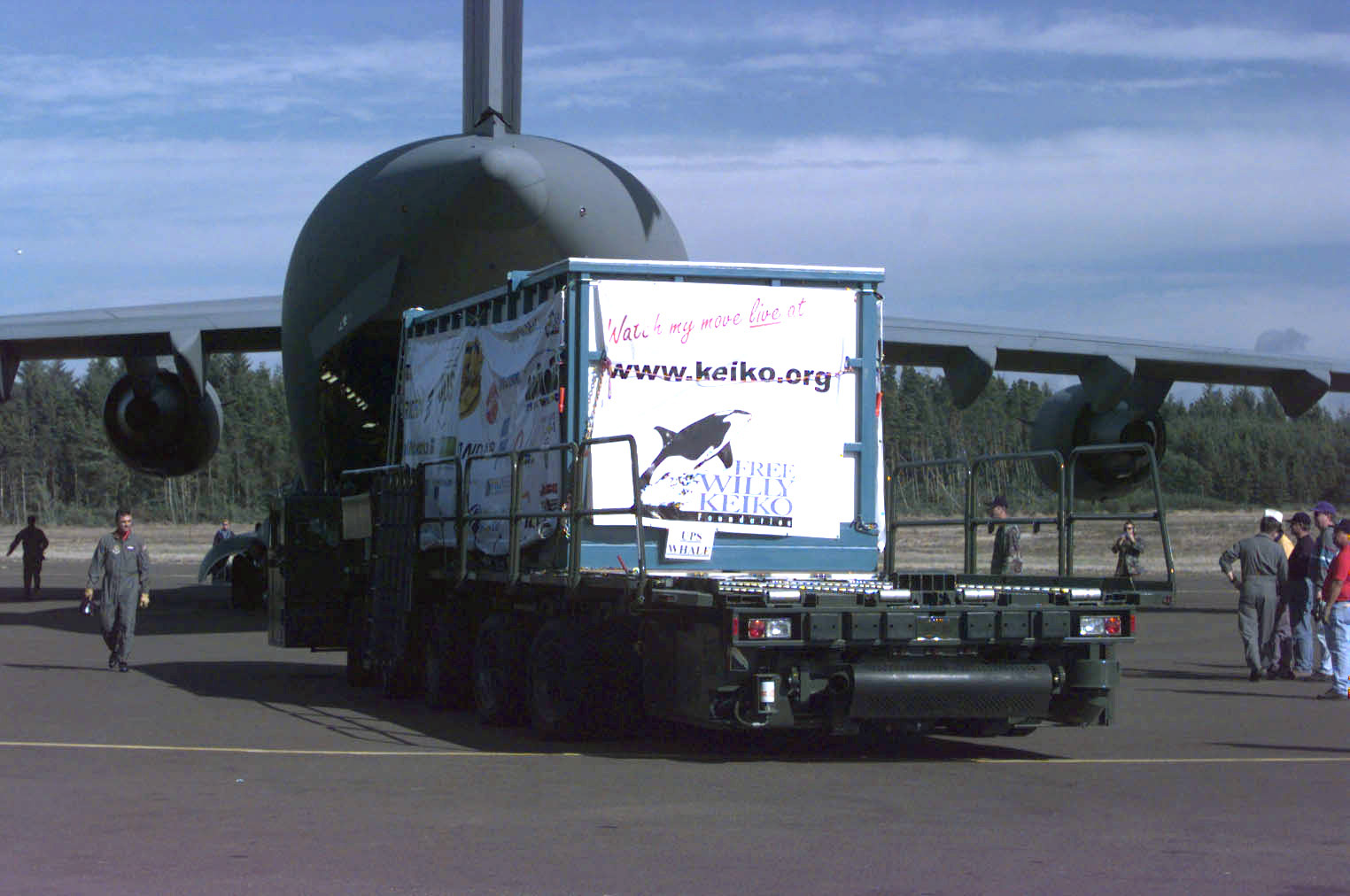
Chargement de Keiko dans l'avion de l'US Air Force le 9 septembre 1998, à Newport, en Oregon, pour les îles Vestmann.

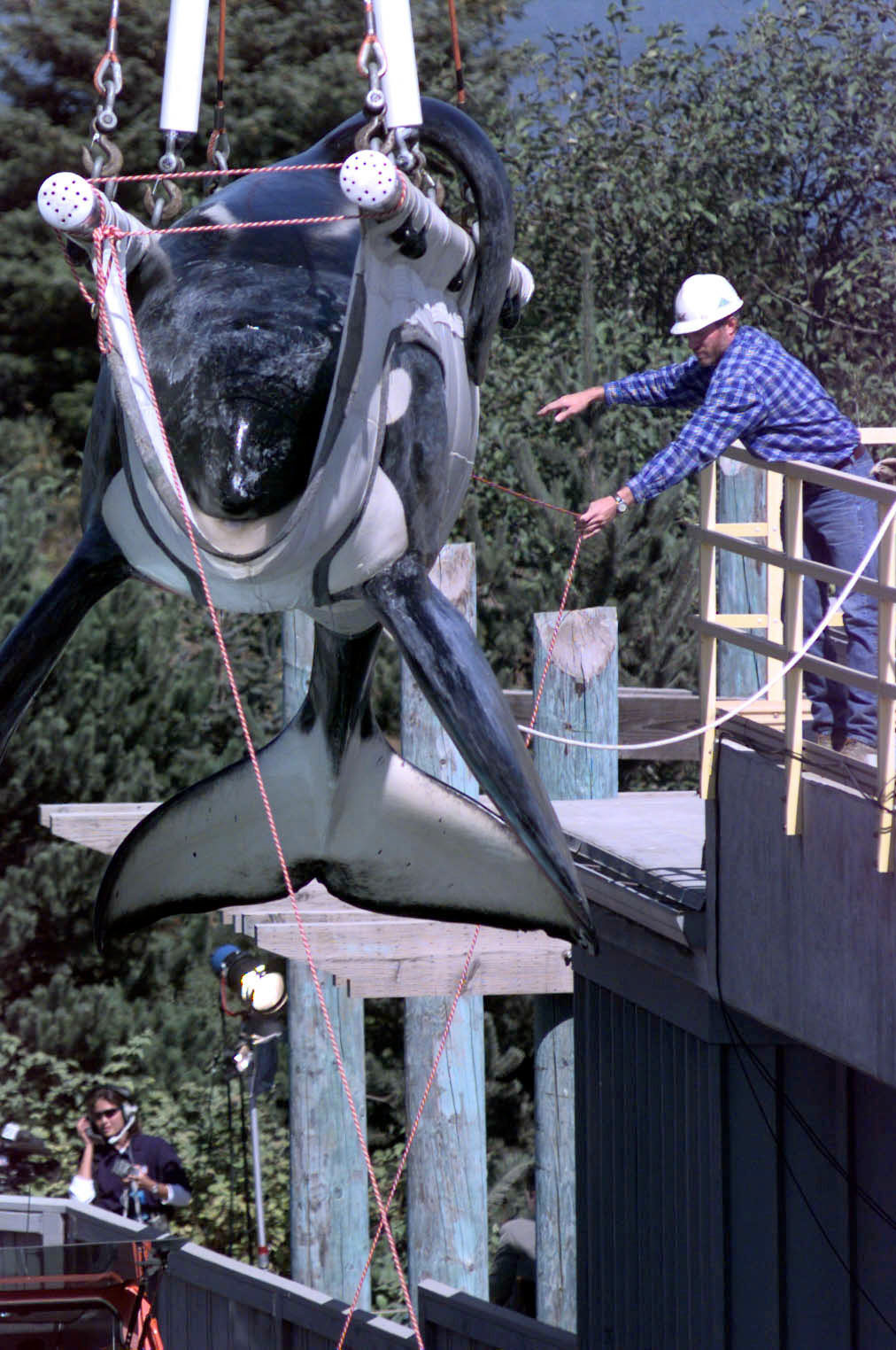
Keiko lors de son transport.

Keiko est une orque mâle, née vers 1976 et morte le 12 décembre 2003, connu pour avoir joué le rôle de l'orque Willy dans les films Sauvez Willy. Il est aussi connu pour avoir été le premier individu de son espèce à être retourné à la vie sauvage après plusieurs années de vie en captivité dans des delphinariums.

## Biographie
Keiko a été capturé en 1979, au sud de l'Islande, dans l'archipel des îles Vestmann, près de Reyðarfjörður et vendu à l'aquarium islandais. Trois ans plus tard, il fut transféré au Marineland du Canada en Ontario où il a commencé à se produire pour le public et a développé des lésions cutanées révélatrices d'une mauvaise santé. En 1985, il a été revendu à Reino Aventura (maintenant appelé Six Flags México), un parc d'attractions de la ville de Mexico. Sa célébrité provient de son rôle dans le film Sauvez Willy en 1993, qui a attiré l'attention sur ses conditions de vie en captivité et les maladies que celles-ci avaient entrainées, mobilisant une fondation pour lui rendre sa liberté.
Après une phase de soins en Oregon, l’orque Keiko a été transportée jusqu'à l'île d'Heimaey par un C-17 de l'US Air Force et a progressivement réappris à vivre en liberté le 9 septembre 1998. Après plusieurs années, elle a quitté cette île en août 2002 pour traverser l'Atlantique nord et réapparaitre en Norvège, où elle recherche la compagnie des humains. L'orque est décédée à l’âge de 27 ans le 12 décembre 2003, probablement des suites d'une pneumonie, dans le fjord norvégien d’Arasvik, près de Halsa. Un cairn indique l’emplacement où elle a été enterrée, sur la plage de Taknes.